# Bentyra divisa
Bentyra divisa là một loài tò vò trong họ Ichneumonidae.